# Pitbull
Armando Christian Pérez (Miami, Florida, 15. siječnja 1981.), poznatiji kao Pitbull, američki je reper i tekstopisac.

## Karijera
Njegovo prvo pojavljivanje bilo je na albumu Lil Jona, Kings of Crunk, nakon čega je 2004. godine objavio svoj debitantski album M.I.A.M.I. Slijedila su dva albuma, El Mariel i The Boatlift, koje je objavio 2006. i 2007. godine. Dvije godine poslije objavljuje svoj četvrti album Rebelution s pjesmom "I Know You Want Me (Calle Ocho)" koja ga je proslavila. Pjesma se plasirala na drugo mjesto američke ljestvice Billboard Hot 100. Album Rebelution prodan je u više od 7,5 milijuna primjeraka širom svijeta. U naredne dvije godine objavljuje još dva albuma Armando (ujedno prvi album na španjolskom jeziku) i Planet Pit.
Pitbull je surađivao s mnoštvom izvođača, kao što su Nicole Scherzinger, Akon, Jennifer Lopez, Enrique Iglesias, Usher, T-Pain, Ne-Yo, te mnogi drugi.

## Privatni život
Armando Christian Pérez rođen je u Miamiju na Floridi. Roditelji su mu bili kubanski imigranti. Glazbom se počeo baviti u srednjoj školi, a inspiracija su mu bili Nas, The Notorious B.I.G. i Big Pun.

## Diskografija
- M.I.A.M.I. (2004.)
- El Mariel (2006.)
- The Boatlift (2007.)
- Rebelution (2009.)
- Armando (2010.)
- Planet Pit (2011.)
- Global Warming (2012.)
- Globalization (2014.)
- Dale (2015.)
- Climate Change (2017.)
- Libertad 548 (2019.)

## Vanjske poveznice
- Službena stranica
- Pitbull na YouTube-u